# Bataille de Saint-Mathieu
Guerre de la Ligue de Cambrai
Batailles
- Casaloldo (it) (10 mai 1509)
- Agnadel (14 mai 1509)
- Padoue (15 - 30 septembre 1509)
- Polesella (it) (22 décembre 1509)
- Monselice (1509-1510)
- Val Vestino (1510-1517)
- Villamarina (19 juillet 1510)
- Capo di Monte (8 septembre 1510)
- Mirandola (1510 - 1511) (it)
- Trévise (1511)
- Brescia (18 février 1512)
- Ravenne (11 avril 1512)
- Navarre (1512)
- Saint-Mathieu (10 août 1512)
- Blancs-Sablons (22 avril 1513)
- Brest (24 avril 1513)
- Novare (6 juin 1513)
- Guinegatte (16 août 1513)
- Dijon (8 - 13 septembre 1513)
- Flodden Field (9 septembre 1513)
- La Motta ou Creazzo (7 octobre 1513)

La bataille de Saint-Mathieu est une bataille navale qui oppose le 10 août 1512 pendant la guerre de la Ligue de Cambrai, une flotte anglaise de 25 vaisseaux commandée par l'amiral Sir Edward Howard à une flotte franco-bretonne de 22 vaisseaux commandée par le vice-amiral René de Clermont, au large de Brest. Il s'agit probablement de la première bataille au cours de laquelle un vaisseau fait usage de tirs par bordée, bien que ceux-ci jouent un rôle mineur dans l'issue du combat.

## L'affrontement

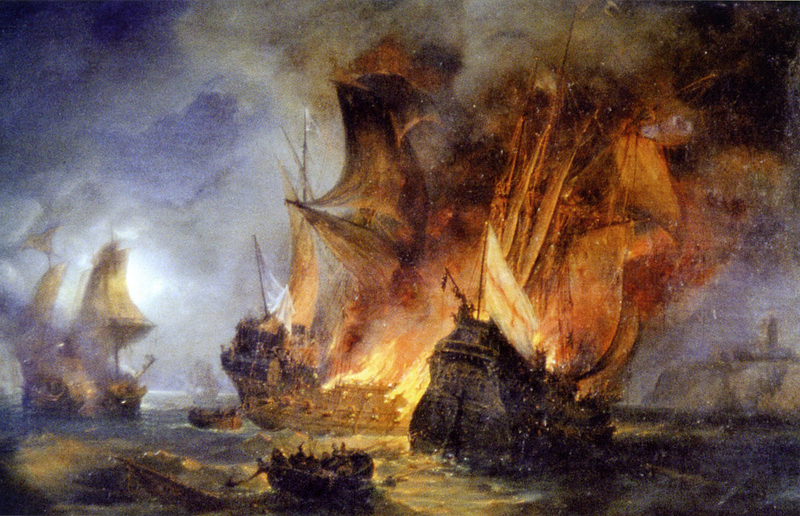
La destruction simultanée de la Cordelière et du Regent, par Pierre-Julien Gilbert

Le 17 novembre 1511, le roi d'Angleterre Henri VIII signe un traité avec le roi d'Espagne Ferdinand II et rejoint la Sainte Ligue contre la France et la Bretagne réunies par mariage depuis le 6 décembre 1491.  
En avril 1512, Henri VIII confie à l'amiral Edward Howard dix huit navires pour organiser le blocus de la Manche et piloter un corps expéditionnaire en Guyenne. Pour fermer la rade de Brest, Howard occupe la presqu'île de Crozon et la pointe Saint-Mathieu. Les maisons sont incendiées, dont le manoir d'Hervé de Portzmoguer. Celui-ci commande depuis quatre ans la flotte de Bretagne et La Cordelière, caraque sorti d'un chantier morlaisien en 1498. Le 10 août, il est surpris au mouillage de Brest au cours d'une réception donnée sur ce formidable navire amiral pour accueillir, en présence du maire de Morlaix, l'amiral de France par intérim et la flotte normande. Pour repousser l'incursion anglaise vers le goulet de la rade, il doit rompre les amarres précipitamment.   
Les deux principaux bâtiments de la flotte - la Marie-la-Cordelière et la Louise - s'avancent face à la flotte ennemie pour couvrir la retraite du reste de la flotte vers le port de Brest. Sous le feu anglais, la Marie-la-Cordelière met les voiles vers le vaisseau amiral anglais, le Regent. Le Sovereign et le Mary James se portent immédiatement à son secours et entourent la Cordelière ; quant à la Louise, elle doit faire face au feu plus puissant de la Mary Rose et, gravement endommagée, elle est contrainte à la retraite. La Cordelière est désormais seule au milieu de la flotte anglaise, à l'exception de la petite Nef-de-Dieppe qui harcelait les vaisseaux anglais. Les canons de la Cordelière démâtent le Sovereign et le Mary-James qui, devenus ingouvernables, se mettent à dériver en mer d'Iroise. 
Hervé de Portzmoguer, le capitaine breton de la Cordelière, ordonne l'assaut du Regent. Des grappins d'abordage sont lancés et les deux vaisseaux se trouvent liés l'un à l'autre. Les hommes de la Marie-la-Cordelière se jettent à l'abordage du Regent, commandé par Thomas Knyvett (en), et investissent son pont, alors que les Anglais envoient des renforts en hommes à bord du Regent. La Nef-de-Dieppe manœuvre habillement et prend sous son feu ces nouveaux assaillants. Le pont du Regent est bientôt entièrement recouvert de sang, lorsque soudainement, alors que de petits incendies s'étaient déjà déclarés çà et là, la Cordelière explose, enflammant avec elle le Regent et l'entraînant par le fond. Les hommes à bord sont soufflés par l'explosion et presque tous tués. Seuls 20 marins bretons blessés sur les 1 250 que comptait l'équipage de la Cordelière sont sauvés et 60 marins du Regent.
Quelles ont pu avoir été les pertes anglaises ? Étant donné que le Mary Rose, de 500 tonnes, embarquait, pour cette expédition environ 700 hommes, et que le Régent faisait 1 000 tonnes, soit le double, il est donc permis de penser qu’il y avait certainement au moins un millier d’hommes sur le Régent au moment de l'explosion ; or comme seule une soixantaine d’Anglais ont été repêchés vivants, les pertes anglaises ont donc dû être au moins égales à celles des Bretons.
La destruction de la Marie la Cordelière, le jour de la Saint-Laurent (10 août), est présenté en France comme un acte héroïque délibéré de la part du commandant Hervé de Portzmoguer. Il aurait prononcé les paroles suivantes : « Nous allons fêter saint Laurent qui périt par le feu ! » avant de mettre le feu à sa sainte-barbe pour éviter la capture. Il n'existerait, en réalité, aucune preuve que cette explosion ait été intentionnelle,.
Dans les deux jours qui suivent, la flotte française s'étant réfugiée à Brest, Howard, rescapé sur le Mary Rose, incendie vingt-sept navires naviguant entre l'Iroise et la Manche, en capture cinq autres et débarque brièvement à Brest. Les anglais font plusieurs centaines de prisonniers avant de rentrer en Angleterre.
Malgré la perte du Régent et l'incapacité à investir la rade de Brest, sir Edward Howard est fait Lord High Admiral par le roi Henry VIII. Edward Howard sera tué le 25 avril de l'année suivante, noyé dans son armure, en tentant de renouveler le même coup, cette fois contre les six galères de l'amiral français Prégent de Bidoux stationnées dans la rade de Brest, réputée imprenable. 
La bataille de Saint-Mathieu est le premier duel d'artillerie navale documenté.

## Place dans la culture bretonne
Le duché de Bretagne et le royaume de France sont, en 1512, deux entités distinctes, unies uniquement par le mariage de la Duchesse Anne au roi Louis XII de France. La combinaison des flottes française et bretonne est alors une première, et il s'agit de la première fois que des unités militaires de ces deux entités combattent côte à côte, vingt-quatre ans après la bataille de Saint-Aubin-du-Cormier en 1488, la dernière bataille à les avoir opposées. Elle devient en Bretagne un symbole de l'union de la Bretagne à la France. Le poète breton Théodore Botrel écrit un poème héroïque à propos de ce combat. Alan Simon dans sa chanson Marie la Cordelière issue de la comédie musicale Anne de Bretagne (2008), fait également référence à ce combat.
Anne Bernet a chanté La Marie-Cordelière dans son album Le Printemps Capétien (1989).

« Ce désastre eut un retentissement considérable en Bretagne, et il ne faut pas s'étonner qu'il ait pris, avec le temps, des dimensions presque mythiques. Certains, parmi lesquels le poète Théodore Botrel, ont voulu voir dans l'explosion un acte d'héroïsme désespéré. En réalité, comme l'explique clairement Max Guérout dans l'excellent ouvrage qu'il a publié cette année, on ne connaît pas les causes exactes du drame, et on ne sait pas grand-chose non plus sur Portzmoguer ni sur la Cordelière, à part qu'elle a été construite à Morlaix. Même son épave, malgré plusieurs campagnes de fouilles, n'a pu être localisée. Notre marine en tout cas a conservé le souvenir de Portzmoguer, quoique, on ne sait pourquoi, son nom ait été francisé en Primauguet. »

### Sources et bibliographie
- (en) David Childs, « Shock and Oar: Mary Rose and the Fear of the French Galleys », History Today, vol. 57,‎ avril 2007